# Claudia Purker
Claudia Purker (15 gennaio 1999) è una combinatista nordica ed ex saltatrice con gli sci austriaca.

## Biografia

### Stagioni 2014-2020

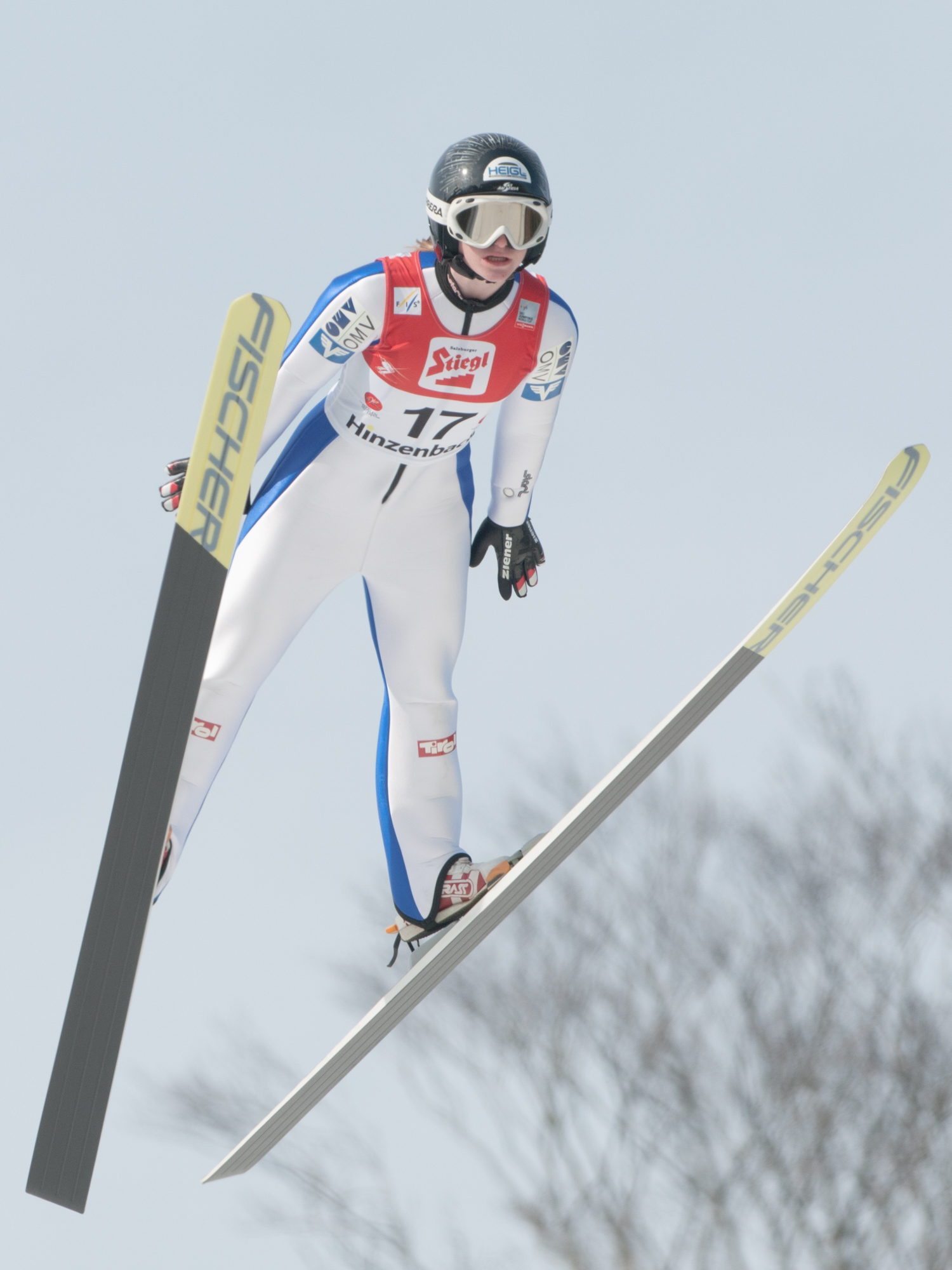
Claudia Purker in gara a Hinzenbach nel 2016

Claudia Purker, originaria di Altenmarkt im Pongau, ha iniziato la sua carriera agonistica nel salto con gli sci: attiva dal dicembre del 2013, ha esordito in Coppa Continentale l'11 dicembre 2015 a Notodden (4) e in Coppa del Mondo il 6 febbraio 2016 a Hinzenbach classificandosi 26ª, piazzamento che sarebbe rimasto il migliore della sciatrice nel massimo circuito a livello individuale. Ai Mondiali juniores di Râșnov 2016 ha vinto la medaglia d'argento nella gara a squadre mista e a quelli di Park City 2017 la medaglia di bronzo nella gara a squadre; ha conquistato i suoi migliori risultati in Coppa del Mondo nelle gare a squadre di Hinterzarten del 16 dicembre 2017 e di Zaō del 20 gennaio 2018 (6ª).
Ai Mondiali juniores di Kandersteg/Goms 2018 ha vinto la medaglia di bronzo nella gara a squadre mista e a quelli di Lahti 2019 la medaglia di bronzo nella gara a squadre; ha preso per l'ultima volta il via in Coppa del Mondo il 9 febbraio 2020 a Hinzenbach (34ª) e ha disputato la sua ultima gara nel salto con gli sci il 16 febbraio seguente, in una gara FIS disputata a Villaco. Non ha preso parte a rassegne olimpiche.

### Stagioni 2021-2025

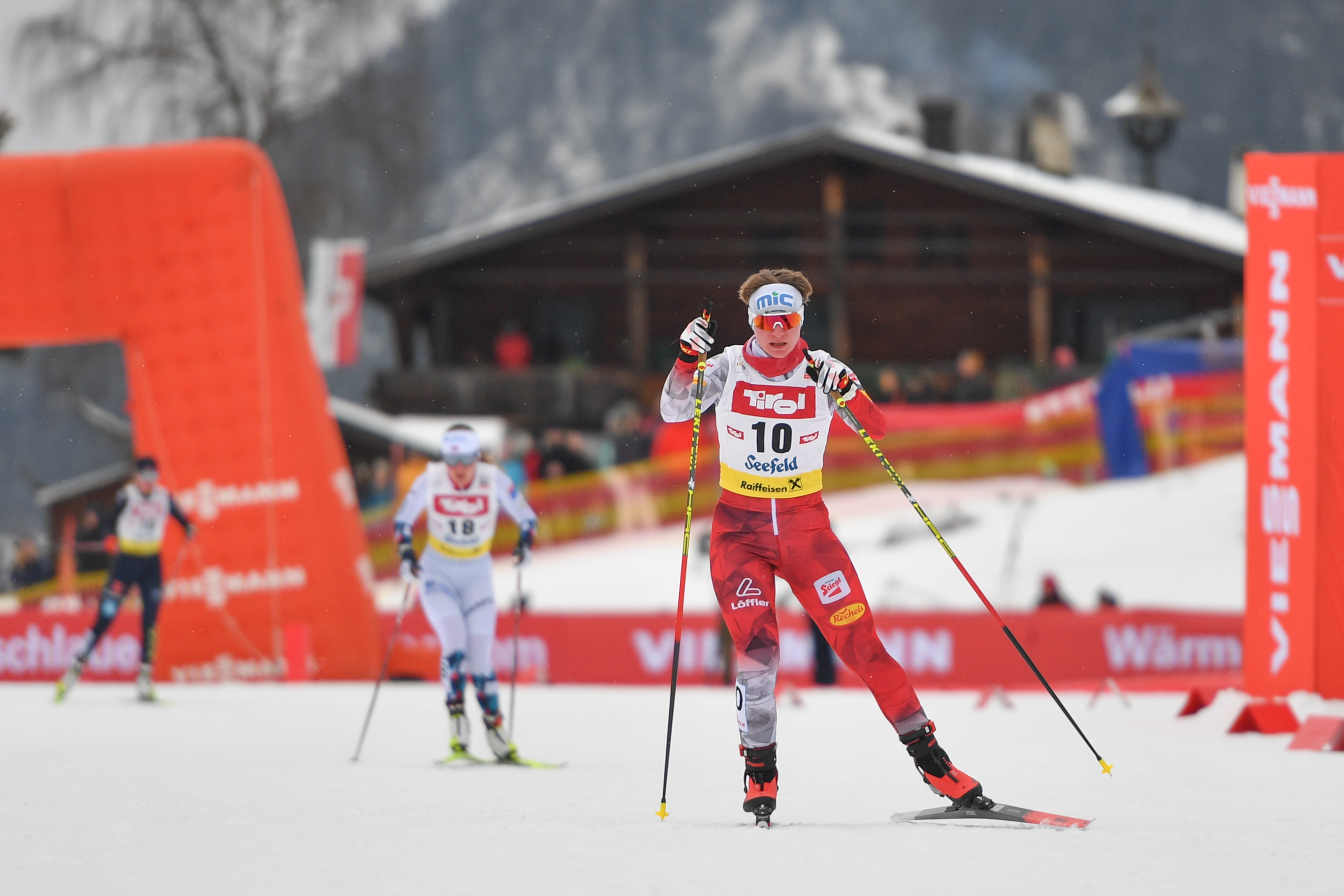
Claudia Purker in gara a Seefeld in Tirol nel 2023

Dalla stagione 2020-2021 si dedica alla combinata nordica: ha esordito nella specialità nella gara inaugurale della Coppa del Mondo femminile, l'individuale Gundersen disputata il 18 dicembre 2020 a Ramsau am Dachstein (7ª); ai successivi Mondiali di Oberstdorf 2021, sua prima presenza iridata, si è classificata 25ª nel trampolino normale, a quelli di Planica 2023 si è piazzata 16ª nel trampolino normale e a quelli di Trondheim 2025 ha vinto la medaglia di bronzo nella gara a squadre mista ed è stata 15ª nel trampolino normale e 14ª nella partenza in linea.

## Palmarès

### Mondiali
- 1 medaglia:
  - 1 bronzo (gara a squadre mista a Trondheim 2025)

#### Coppa del Mondo
- Miglior piazzamento in classifica generale: 22º nel 2023 e nel 2024

### Salto con gli sci

#### Mondiali juniores
- 4 medaglie:
  - 1 argento (gara a squadre mista a Râșnov 2016)
  - 3 bronzi (gara a squadre a Park City 2017; gara a squadre mista Kandersteg/Goms 2018; gara a squadre a Lahti 2019)

#### Coppa del Mondo
- Miglior piazzamento in classifica generale: 47º nel 2016